# Francisco Cea Bermúdez
 (juillet 2023).
Si vous disposez d'ouvrages ou d'articles de référence ou si vous connaissez des sites web de qualité traitant du thème abordé ici, merci de compléter l'article en donnant les références utiles à sa vérifiabilité et en les liant à la section « Notes et références ».
Pour les articles homonymes, voir Cea.
Francisco de Paula de Cea Bermúdez y Buzo, comte de Colombi, né à Malaga le 28 octobre 1779 et mort à Paris le 6 juillet 1850, est un homme d'État et diplomate espagnol.

## Biographie
Prospère commerçant de sa ville natale, il est envoyé comme diplomate en Russie par les Cortes de Cadix et négocie le traité d'Amitié, alliance et coopération signé le 20 juillet 1812 à Velikié Louki. Par celui-ci, le tsar Alexandre Ier de Russie, récemment entré en guerre contre Napoléon Ier, établit une alliance avec l'Espagne et reconnaît la Constitution de Cadix. Il joue également un rôle important dans l'entrée de l'Espagne dans la Sainte-Alliance en 1816. Ambassadeur à Constantinople durant le Triennat libéral, puis à Londres, il remplace le comte d'Ofalia au poste de secrétaire d'État à partir du 11 juillet 1824.
Sa politique, menée sous le contrôle de Calomarde, suscite l'opposition des absolutistes et entraîne sa chute le 24 octobre 1825. Il est alors envoyé comme ambassadeur à Dresde (1825 - 1827) et à Londres (1827 - 1832). Il y déjoue plusieurs tentatives de débarquement des libéraux dans la Péninsule.
Après les événements de San Ildefonso le 14 septembre 1832, il est appelé par Marie-Christine de Bourbon pour former un gouvernement et neutraliser les secteurs absolutistes. Il aide le roi moribond Ferdinand VII dans sa lutte contre l'infant Charles de Bourbon. Il est de nouveau nommé secrétaire d'État le 1er octobre 1832 et promulgue la Pragmatique sanction (1830), qui annule la loi salique et ouvre la succession à sa fille Isabelle II. 
Il adopte une série de mesures importantes comme la réouverture des universités (qui étaient fermées depuis deux ans) et l'amnistie pour les libéraux (le 15 octobre 1832), permettant le retour d'environ 10 000 exilés depuis 1823. Ne sont toutefois pas graciés ceux ayant voté la destitution du roi et s'étant soulevés en arme contre sa souveraineté. Il réorganise également les cadres de l'Armée afin d'en éliminer tous les carlistes et rénove l'administration municipale
Confirmé dans sa charge par la régente Marie Christine à la mort de Ferdinand, il publie le manifeste du 4 octobre 1833, auquel il fait souscrire celle-ci, et dans lequel il montre son intention de maintenir la politique antérieurement menée, à la fois opposée aux carlistes et aux libéraux, et d'entreprendre des réformes administratives. Il fait entrer au gouvernement des personnalités telles que Javier de Burgos et Zarco del Valle.
La voie qu'il propose ne s'avère toutefois finalement pas viable. Après le Manifeste de Santarém, dans lequel Charles de Bourbon se proclame roi d'Espagne, les absolutistes lèvent les armes. Une fois commencée la Première Guerre carliste, les propositions de Cea ne parviennent pas à rallier les libéraux, qui réclament des modifications constitutionnelles. Les secteurs les plus modérés de ceux-ci finissent par obtenir l'appui de certains proches de la régente (notamment Manuel Pando Fernández de Pineda), de capitaines généraux (Llauder, Quesada, Fernández de Córdova) et des ambassades de France et du Royaume-Uni. Cea est finalement remplacé par le libéral modéré Francisco Martínez de la Rosa le 15 janvier 1834.
Il émigre en France et défend le retour de Marie-Christine lors de la régence de Baldomero Espartero (1840 - 1843). Il intègre le gouvernement de Serafín María de Sotto dans le dénommé « ministère éclair » (« ministerio relámpago ») du 19 au 20 octobre 1849.